# Art Landry
Art Landry (1896-1992) was een Amerikaanse bigbandleider, klarinettist, saxofonist en violist, die in de jaren twintig met zijn orkest opnames maakte voor de labels Victor en Gennett. De opnames verschenen onder verschillende namen, waaronder Art Landry and his Orchestra, Art Landry and his Call of the North Orchestra en Art Landry's Syncopatin' Six. Over zijn leven is weinig bekend.